# 伊萬哥羅德要塞

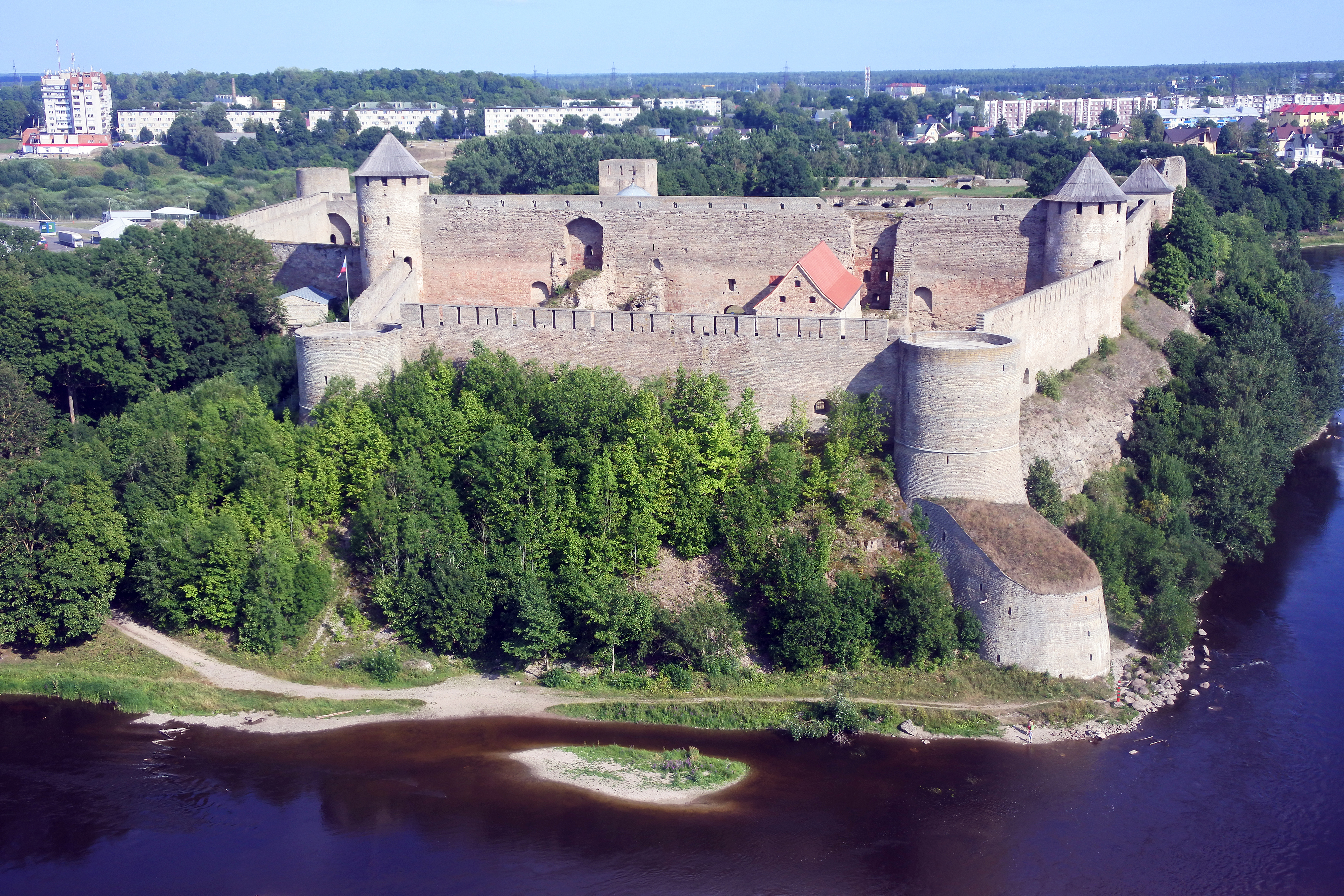
納爾瓦河畔的伊萬哥羅德要塞

伊萬哥羅德要塞（俄语：Ивангородская крепость）是位於俄羅斯城市伊萬哥羅德的一座中世紀時期的要塞建築，修建於1492年。伊萬哥羅德要塞靠近俄羅斯和愛沙尼亞的國境，現在是一個博物館。